# 反馈π键
反馈π键（英語：π-backbonding）是一个基于分子轨道理论的化学概念，指电子从一个原子的原子轨道移动到另外一个原子或配体的反键轨道（π*轨道），在金属有机化学领域很常见，因为在该领域往往一个过渡金属周围存在很多多原子配体，例如一氧化碳、乙烯或亚硝基正离子，在这些情况下，中心原子上的电子雲有部分会移动到这些配体上，以减轻金属上过剩的负电荷。电子一般都来源於金属的d轨道。

## 原因
因为反馈π键中的电子占据了配体的反键轨道，直接导致该配体键长变长，振动频率变低。尽管就单个配体来看键级变小，但是金属-配体键的键级增加，所以总体来说该配合物能量更低。这种键具有部分双键特征，比通常的σ配键的键能大，键长短，配合物的稳定性更强（羰基配合物和氰根的配合物稳定性强 ）。

## 影响
尽管碳的电负性小于氧，但由于反馈π键的作用，CO中C电性为负，导致CO中的配位原子是C，而不是O。

## 典型例子
反馈π键的典型例子包括Ni(CO)4和蔡斯盐。